# Sanaa Saitouli
Sanaa Saitouli, née en février 1982, est une militante écologiste française. Elle cofonde en 2022 l'association Banlieues Climat avec Féris Barkat. En parallèle, elle se lance en politique, candidate notamment à des mandats municipaux et législatifs.

## Vie privée
Née en en février 1982, Sanaa Saitouli grandit dans les quartiers de la Croix-Petit et des Chênes-d'Or à Cergy-Pontoise ; elle est mère de trois enfants et travaille comme responsable de site pour un bailleur social,,.

## Engagement politique
Dès son adolescence, Sanaa Saitouli s'engage en politique. À quatorze ans, elle participe à la création de la Commission jeune, afin de « repositionner les filles dans les quartiers car les événements étaient toujours à destination des garçons ». Elle est ensuite élue au conseil départemental de la jeunesse du Val-d'Oise, puis au conseil national de la jeunesse en 2002.
En 2014, Sanaa Saitouli est élue sur la liste du parti socialiste pour la commune de Cergy, et devient adjointe déléguée à la petite enfance, au soutien à la parentalité et à l'épanouissement de la famille. Pendant son mandat, elle co-fonde avec Nadir Gagui les espaces de concertation citoyens pour promouvoir la démocratie participative.
En 2020, elle se présente aux élections municipales avec Cécile Escobar pour la même commune, mais les deux listes se divisent rapidement et font campagne séparément. En 2022, elle conduit la liste Cergy Demain aux élections législatives, notamment pour défendre les familles en difficulté, les personnes âgées et l'accompagnement des enfants.

## Engagement militant
Sanaa Saitouli est bénévole dans l'association Le Maillon ainsi qu'aux Restaurants du Cœur et à la Voix des femmes. En 2007, elle cofonde l'association Agir pour réussir.
En 2022, elle repère Féris Barkat sur les réseaux sociaux et le rencontre grâce à Abdelaali El Badaoui. Tous trois décident alors conjointement de fonder l'association Banlieues Climat, qui a pour but de faire connaître les injustices environnementales et sociales dont souffrent les banlieues pauvres,,,. Cette association ouvre notamment le 14 octobre 2024 la première école populaire du climat à Saint-Ouen,.